# کیوستی لااسونن

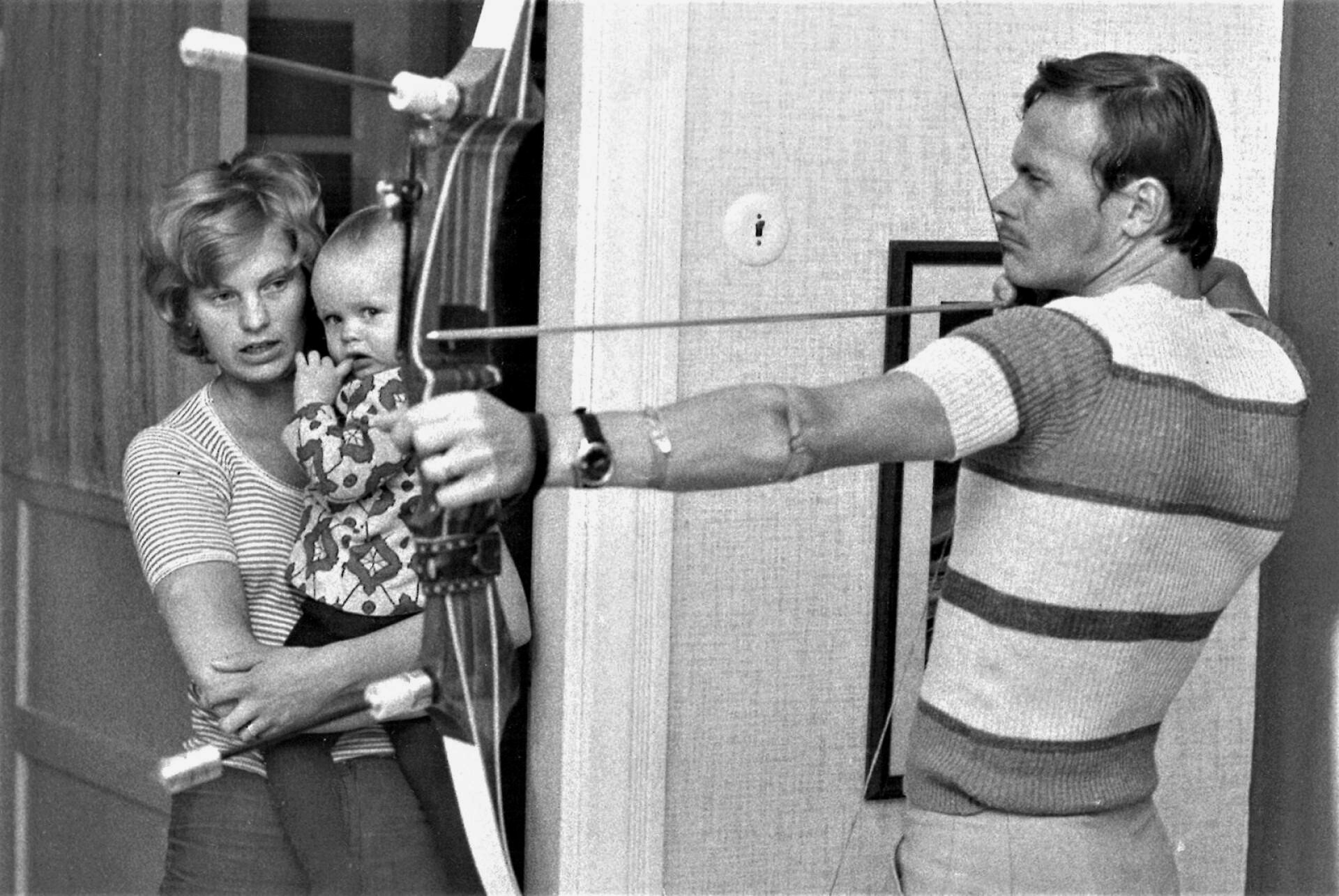
کیوستی لااسونن - ۱۹۷۲

کیوستی لااسونن (انگلیسی: Kyösti Laasonen؛ زادهٔ ۲۷ سپتامبر ۱۹۴۵) کماندار اهل فنلاند است.